# GAM (음악 그룹)
GAM(갸무)는 헬로! 프로젝트의 마츠우라 아야와 후지모토 미키로 구성된 일본의 여성 듀엣 유닛이다.

## 멤버
- 마츠우라 아야 (개인활동중)
- 후지모토 미키 (개인활동중)

## 개요
- 《Great Aya ｘ Miki》의 머리글자를 취하여 명명되었다. 또한 프로듀서인 층쿠♂에 의하면 GAM에는 영어에 속어로 “다리가 예쁜 여성”, 소위 “미각”이라는 뜻이 있다고 한다. 그렇기 때문에 ‘예쁘고 멋진 다리’와 노래로 매료시키는 유닛을 목표로 한다고 한다(GAM 결성시의 층쿠♂의 코멘트에서).
- 2006년 12월 31일에 방송된 제57회 NHK 홍백가합전에《GAM＆모닝구무스메。》로서 모닝구무스메。와 함께 출장하였다. 이것은 GAM로서는 첫 출장이지만 마츠우라는 솔로와 데프.디바로서, 후지모토는 솔로와 모닝구무스메。로서 전에 출장한 적이 있기 때문에 두 명 모두 세 번째 첫 출장이 된다(홍백 사상 4, 5번째).
- 헬로! 프로젝트의 스페셜 유닛으로서는 이례적이라고도 할 수 있는 여러장의 싱글 및 앨범 발매와 콘서트 결정 등 상당히 적극적인 활동이 계속되고 있다. 이것은 둘의 사이가 상당히 좋은 것으로 알려져 있으며 본인들뿐 아니라 팬들도 대망하고 있던 유닛이기 때문이라고도 할 수 있다. 이전의 스페셜 유닛들은 그러한 배경이 없었기 때문에 싱글을 한장만 발매한 후 활동 정지 상태가 된 것이 대부분이었는데 그러한 의미에서는 종래의 모든 스페셜 유닛의 틀을 벗어난 유닛이라고도 할 수 있다.
- 도호쿠 라쿠텐 골든이글스의 2007년 신 공식 응원가〈ダイスキ楽天イーグルス〉를 불렀다. 2006년의 데프.디바 때와 마찬가지로 CD는 일반 CD 매장에서는 판매되지 않고 라쿠텐 이글스 오피셜샵 (Web 판매도 포함) 및 헬로! 프로젝트 오피셜샵 등에서만 판매되었다.

## 음악

### 싱글
1. Thanks! (2006년 9월 13일, HKCN-50037)
  - 커플링：蜃気楼ロマンス (「스케반형사 코드네임=아마미야 사키」삽입가)
    - 영화「스케반형사 코드네임=아마미야 사키」주제가
2. メロディーズ (2006년 10월 18일, DVD 첨부 초회생산한정반：HKCN-50040~1, 통상반：HKCN-50042)
  - 커플링：メロディーズ(Piano Version)
3. LU LU LU (2007년 3월 21일, DVD 첨부 초회생산한정반：HKCN-50046~7, 통상반：HKCN-50048)
  - 커플링：FAMILY

인디즈
1. ダイスキ楽天イーグルス (2007년 3월 24일, 프로야구 구단 도호쿠 라쿠텐 골든이글스의 2007년 공식 응원가)
  - 라쿠텐 이글스 오피셜 스토어 및 헬로! 프로젝트 오피셜숍에서만 판매.

### 앨범
1. 1st GAM ~甘い誘惑~ (2007년 5월 23일, DVD 첨부 초회한정반：HKCN-50053~4, 한정반：HKCN-50055)
2. プッチベスト8 (2007년 12월 12일, EPCE-5527)
  - 熱い魂를 수록.
3. ハロー！プロジェクト スペシャルユニット メガベスト (2008년 12월 10일, EPCE-5604~5)

### DVD (싱글)
1. Thanks! (2006년 9월 20일, HKBN-50073)
2. メロディーズ (2006년 11월 15일, HKBN-50074)
3. LU LU LU (2007년 3월 28일, HKCN-50080)

### DVD (콘서트)
1. GAM 1st 콘서트 투어 2007 초여름 ~그레이트 아야＆미키~ (2007년 8월 29일, HKBN-50088)

## 출연

### 라디오
- GAM 라디오。(2006년 9월 13일 ~ 27일, 패킷라디오에서 방송)

### 콘서트
- GAM 콘서트 투어 2007 초여름 ~그레이트 아야＆미키~ (2007년 5월 26일 ~ 7월 3일, 7개 회장 19회 공연)